# Kanuslalom-Europameisterschaften 2006
Die Kanuslalom-Europameisterschaften 2006 fanden in L’Argentière-la-Bessée, Frankreich, unter der Leitung des Europäischen Kanuverbandes (ECA) statt. Es war die 7. Ausgabe des Wettbewerbs und sie fanden vom 30. Juni bis zum 2. Juli 2006 statt. Wettkampfstrecke war der Kurs im Stade Michel-Baudry.

## Ergebnisse
Insgesamt wurden acht Wettbewerbe austragen.

### Männer

#### Canadier
| Wettbewerb | Gold                                                                                             | Gold   | Silber                                                                                                  | Silber | Bronze                                                                                                   | Bronze |
| ---------- | ------------------------------------------------------------------------------------------------ | ------ | --- | ------ | --- | ------ |
| C1         | Tony Estanguet                                                                                   | 221,24 | Michal Martikán                                                                                         | 224,82 | Tomáš Indruch                                                                                            | 225,96 |
| C1 Team    | DeutschlandStefan Pfannmöller Nico Bettge Jan Benzien                                            | 252,06 | SlowakeiMichal Martikán Juraj Minčík Alexander Slafkovský                                               | 256,09 | TschechienTomáš Indruch Jan Mašek Stanislav Ježek                                                        | 257,23 |
| C2         | FrankreichMartin Braud/Cédric Forgit                                                             | 237,51 | SlowakeiPavol Hochschorner/Peter Hochschorner                                                           | 237,91 | DeutschlandKay Simon/Robby Simon                                                                         | 238,73 |
| C2 Team    | DeutschlandFelix Michel & Sebastian Piersig Kay Simon & Robby Simon David Schröder & Frank Henze | 265,50 | PolenPhilippe Quémerais & Yann Le Pennec Martin Braud & Cédric Forgit Christophe Luquet & Pierre Luquet | 269,69 | TschechienMarek Jiras & Tomáš Máder Jaroslav Volf & Ondřej Štěpánek Jaroslav Pospíšil & Jaroslav Pollert | 271,50 |

#### Kajak
| Wettbewerb | Gold                                          | Gold   | Silber                                                 | Silber | Bronze                                                     | Bronze |
| ---------- | --------------------------------------------- | ------ | ------------------------------------------------------ | ------ | ---------------------------------------------------------- | ------ |
| K1         | Fabian Dörfler                                | 211,61 | Erik Pfannmöller                                       | 212,09 | Diego Paolini                                              | 212,73 |
| K1 Team    | SlowenienPeter Kauzer Dejan Kralj Jure Meglič | 241,14 | PolenGrzegorz Polaczyk Henryk Polaczyk Dariusz Popiela | 242,41 | DeutschlandErik Pfannmöller Alexander Grimm Fabian Dörfler | 242,85 |

### Frauen

#### Kajak
| Wettbewerb | Gold                                                    | Gold   | Silber                                                        | Silber | Bronze                                                 | Bronze |
| ---------- | ------------------------------------------------------- | ------ | ------------------------------------------------------------- | ------ | ------------------------------------------------------ | ------ |
| K1         | Elena Kaliská                                           | 237,11 | Jennifer Bongardt                                             | 238,34 | Mathilde Pichery                                       | 238,86 |
| K1 Team    | SlowakeiElena Kaliská Jana Dukátová Gabriela Stacherová | 277,24 | TschechienŠtěpánka Hilgertová Irena Pavelková Marie Řihošková | 281,31 | FrankreichMathilde Pichery Aline Tornare Marie Gaspard | 283,26 |

## Medaillenspiegel
| Platz  | Land        | Gold | Silber | Bronze | Gesamt |
| ------ | ----------- | ---- | ------ | ------ | ------ |
| 1      | Deutschland | 3    | 2      | 2      | 7      |
| 2      | Slowakei    | 2    | 3      | 0      | 5      |
| 3      | Frankreich  | 2    | 1      | 2      | 5      |
| 4      | Slowenien   | 1    | 0      | 0      | 1      |
| 5      | Tschechien  | 0    | 1      | 3      | 4      |
| 6      | Polen       | 0    | 1      | 0      | 1      |
| 7      | Italien     | 0    | 0      | 1      | 1      |
| Gesamt |             | 8    | 8      | 8      | 24     |